# Ermont
Ermont – miejscowość i gmina we Francji, w regionie Île-de-France, w departamencie Dolina Oise.
Według danych na rok 1990 gminę zamieszkiwało 27 947 osób, a gęstość zaludnienia wynosiła 6 718 osób/km² (wśród 1287 gmin regionu Île-de-France Ermont plasuje się na 88. miejscu pod względem liczby ludności, natomiast pod względem powierzchni na miejscu 742.).

## Współpraca
Miejscowości partnerskie:
- Adria, Włochy
- Banbury, Wielka Brytania
- Lampertheim, Niemcy
- Loja, Hiszpania
- Maldegem, Belgia
- Wierden, Holandia